# Calolisianthus
Calolisianthus es un género con 27 especies de plantas con flores perteneciente a la familia Gentianaceae. Es originario del Neotrópico, desde el sudeste de Brasil a Bolivia , en las  montañas de las Tierras Altas de Brasil.

## Descripción
Son hierbas perennes, no ramificadas, a veces leñosas en la base. Las hojas sésiles, a menudo coriáceas , oblongas y elípticas . Las inflorescencias terminales,       por lo general con pocas flores y con brácteas  escamosas. El fruto en cápsulas elípticas con muchas pequeñas semillas .

## Taxonomía
El género fue descrito por  Ernest Friedrich Gilg y publicado en Die Natürlichen Pflanzenfamilien 4(2): 99. 1895.
Etimología
Calolisianthus nombre genérico que deriva de las palabras griegas kalos ( bella ) , lisi -  (suave, no peluda) , y - anthus  (flor ), que significa "flor lisa hermosa " .

## Especies seleccionadas
- Calolisianthus alata
- Calolisianthus amplissima
- Calolisianthus bomplandiana